# Düsseldorfer Modellbauer
Die Düsseldorfer Modellbauer waren eine Künstler-Gruppierung, die Anfang der 1980er Jahre im Umfeld der Kunstakademie Düsseldorf entstand und mehrmals gemeinsam ausstellte: Ludger Gerdes, Harald Klingelhöller, Wolfgang Luy, Reinhard Mucha und Thomas Schütte. Der Begriff bezeichnet eher eine Diskussionsgemeinschaft als eine feste Künstlergruppe. Ihre modellhaften Objekte und Installationen führten in der Hochzeit des Neoexpressionismus architektonische und allegorische Elemente in die Sprache der Skulptur ein. Ihre ästhetischen Überlegungen, die sich der Rolle von Kunst in Öffentlichkeit und Gesellschaft zuwendeten, standen in engem Zusammenhang mit der Untersuchung des Soziologen Richard Sennett, Verfall und Ende des öffentlichen Lebens (dtsch. 1983).